# Basketball Champions League MVP
Il Basketball Champions League MVP, è il premio conferito dalla Basketball Champions League al miglior giocatore della regular season.

## Vincitori
| Stagione  | Nazionalità        | Giocatore              | Squadra            |
| --------- | ------------------ | ---------------------- | ------------------ |
| 2016-2017 | Stati Uniti        | Jordan Theodore        | Banvit             |
| 2017-2018 | Stati Uniti        | Manny Harris           | AEK Atene          |
| 2018-2019 | Montenegro         | Tyrese Rice            | Brose Bamberg      |
| 2019-2020 | Stati Uniti        | Keith Langford         | AEK Atene          |
| 2020-2021 | Stati Uniti        | Bonzie Colson          | Strasburgo         |
| 2021-2022 | Nigeria            | Chima Moneke           | Manresa            |
| 2022-2023 | Macedonia del Nord | T.J. Shorts            | Bonn               |
| 2023-2024 | Brasile            | Marcelinho Huertas     | Lenono Tenerife    |
| 2024-2025 | Brasile            | Marcelinho Huertas (2) | La Laguna Tenerife |